# Francesco Comin
Francesco Comin o Comino (fl. XVII secolo) è stato uno scultore italiano, attivo nel Trevigiano nella seconda metà del Seicento.

## Biografia
Secondo Domenico Maria Federici sarebbe stato figlio di un Leonardo, uno scultore attestato solamente in un contratto del 1606. La notevole distanza temporale fra i due desta però parecchi dubbi al riguardo.
Compare per la prima volta in un documento del 13 agosto 1658, nel quale risulta già un artista affermato. Lo scritto riguarda il rifacimento dell'altare del Rosario nella chiesa di San Nicolò di Treviso che i domenicani dell'attiguo monastero avevano deciso di rifare sin dal 1586. La progettazione generale fu sicuramente del Comin ma, date le dimensioni e la complessità, dovettero parteciparvi anche altri artisti, quali il fratello Giovanni, Giovanni Grassi, Orazio Marinali, Giusto Le Court.
Nel 1672 realizzò per la collegiata di Montebelluna due statue raffiguranti Sant'Antonio e San Liberale (non più presenti). Per la stessa costruì anche il coro e i due pulpiti laterali, collaborando con Paolo della Mistra (1678-79). I rimaneggiamenti del 1893 e l'abbandono seguito alla costruzione del nuovo duomo provocarono gravi danni alle opere e la dispersione dei pulpiti.
Nel 1681 furono pagate sei statue per la chiesa di San Teonisto di Treviso, andate distrutte durante il bombardamento del 1944 (ammesso che si trovassero ancora in loco).
Concepì anche il progetto per la chiesa di San Pantalon, la cui costruzione iniziò poco prima del 1682.
Non si conosce la sua data di morte: se fosse corretta l'attribuzione di alcune statue della chiesa di San Nicolò, nel 1687 era ancora vivo (questa la data incisa alla base di una di esse); secondo Nicolò Cima, erano sue anche delle sculture per l'altare maggiore della demolita chiesa di San Michele, rimaneggiato nel 1689 da Pietro Simoni.
Il Comin non va confuso con un omonimo attivo sempre a Treviso nella metà del Settecento.